# Frank Gannon
Frank (Bernard Francis Xavier) Gannon (nacido en 1947, Irlanda) es el séptimo director del Instituto de Investigación Médica QIMR Berghofer en Brisbane (Australia) (desde 2011). Es biólogo molecular y ha ocupado puestos de alto nivel en la gestión e investigación científicas en Irlanda, Inglaterra, Estados Unidos, Francia, Alemania y Australia.

## Carrera profesional

### Educación
En 1970, Gannon se licenció con honores en la National University of Ireland Galway (entonces conocida como University College Galway). A continuación se trasladó a la Universidad de Leicester, donde se doctoró en 1973.

### Carrera temprana
En 1973, Gannon se incorporó al laboratorio de Jack Gorski en la Universidad de Wisconsin-Madison como investigador posdoctoral. Allí trabajó en el receptor de estrógenos e investigó los mecanismos que hacen que el receptor se localice en el núcleo. Este trabajo dio lugar a la publicación de un importante artículo en la Annual Review of Physiology.
En 1975, Gannon se trasladó a la Universidad de Estrasburgo (Francia) para realizar una beca posdoctoral en el laboratorio del profesor Pierre Chambon. En 1977, cuando aún ocupaba este puesto, Gannon fue nombrado Encargado de Investigación del Instituto Nacional de Salud e Investigación Médica (INSERM) de Francia. Durante este tiempo participó en una serie de experimentos de clonación de ADN que culminaron con el aislamiento del gen de la ovoalbúmina de pollo.
En 1981, Gannon regresó al University College Galway (UCG) en Irlanda y ocupó un puesto en el Departamento de Microbiología.

## EMBO y EMBL
De 1994 a 2007, Gannon fue Director Ejecutivo (Secretario en ese momento) de la Organización Europea de Biología Molecular (EMBO) y Científico Senior en el Laboratorio Europeo de Biología Molecular (EMBL), con sede en Alemania.
Durante este tiempo, Gannon se convirtió en el editor fundador de la revista EMBO Reports y contribuyó con un editorial mensual sobre una serie de temas, incluyendo el impacto de la investigación en la sociedad. Durante su estancia en la EMBO, Gannon también demostró su compromiso con las investigadoras analizando los datos de las solicitudes de becas para llevar a cabo una evaluación objetiva de las posibles causas de la menor tasa de éxito de las solicitantes de becas postdoctorales.
Durante este periodo, Gannon también mantuvo un activo grupo de investigación que se centró en la forma en que el receptor de estrógenos (RE) controlaba la expresión génica. De una serie de estudios de gran repercusión destaca la demostración de la naturaleza cíclica de la unión del RE a su elemento de respuesta del ADN, que daba lugar al reclutamiento secuencial de enzimas modificadoras de la cromatina y, en última instancia, de la ARN polimerasa, antes de que esa secuencia de acontecimientos se invirtiera. Siguiendo este enfoque de investigación, el equipo de Gannon demostró posteriormente que la metilación del ADN (que antes se consideraba una marca indeleble) también estaba sujeta a cambios dinámicos y cíclicos.

### Fundación Científica de Irlanda
En 2007, tras 13 años al frente de la EMBO, Gannon aceptó el cargo de director general de la Science Foundation Ireland (SFI). La SFI había sido creada por el gobierno irlandés 10 años antes para contratar y retener a investigadores de alta calidad en función de su excelencia, con la expectativa de que esto supusiera una oferta y unas posibilidades adicionales para las empresas multinacionales y locales que tenían actividades sobre todo en los ámbitos de la farmacia, las tecnologías de la información y la energía.

### Instituto de Investigación Médica QIMR Berghofer
Poco después de que Gannon se trasladara a Dublín para ocupar el puesto en el SFI, Irlanda se enfrentó a un importante revés económico que acabó requiriendo un rescate de la UE y el Fondo Monetario Internacional. Ante la incertidumbre de la futura financiación del SFI, Gannon decidió trasladarse de nuevo y, en 2010, aceptó el puesto de director y consejero delegado del Instituto de Investigación Médica de Queensland (QIMR) en Brisbane (Australia). Gannon comenzó a trabajar en el QIMR en enero de 2011. El nombre del instituto se cambió por el de Instituto de Investigación Médica QIMR Berghofer (QIMR Berghofer), después de que Gannon consiguiera atraer una importante donación de Clive Berghofer, un filántropo y promotor inmobiliario de Toowoomba.
En el QIMR Berghofer, Gannon ha reestructurado el Instituto de modo que ahora cuenta con cuatro programas (Cáncer, Enfermedades Infecciosas, Salud Mental y Trastornos Crónicos) y cuatro departamentos (Genética y Biología Computacional, Inmunología, Biología Celular y Molecular y Salud de la Población). Gannon ha hecho un esfuerzo específico para extender la traslación de la investigación del instituto, a través de la industria, a la clínica. También ha hecho hincapié en el desarrollo de mejores contactos con Asia, lo que se ha traducido en un aumento de la investigación y las colaboraciones comerciales, especialmente con China e India. También reactivó su grupo de investigación centrado en las enzimas que intervienen en las modificaciones epigenéticas.

### Otros nombramientos
- Vicepresidente del Consejo Europeo de Jefes de Investigación
- Asesor del Comisario de Investigación e Innovación de la UE
- Cofundador del Foro Europeo de Ciencias de la Vida y la Iniciativa para la Ciencia en Europa, que desempeñó un papel importante en el establecimiento del Consejo Europeo de Investigación.
- Miembro del consejo asesor científico, Instituto Internacional de Biología Celular y Molecular (Varsovia, Polonia)
- Miembro electo de la Real Academia Irlandesa
- Miembro electo de la Academia Europae
- Miembro electo de la Academia Europea de Ciencias del Cáncer
- Miembro electo de la Academia de Artes y Ciencias de Queensland
- Miembro electo de la Academia Nacional de Medicina de México
- Miembro electo de la junta de la Academia Australiana de Salud e Investigación Médica
- Fundador de Bimini Ltd
- Fundador de Elara Pharmaceuticals[7][3][1]
- Miembro electo de la Academia Australiana de Salud y Ciencias Médicas[18]

## Premios y honores
- 1999: Doctorado honoris causa por la Universidad Josef Attila, Szeged, Hungría
- 2008: Doctorado honorario de la Universidad de Queens, Belfast, Irlanda del Norte
- 2008: Doctorado honorario de la Universidad de Queensland, Australia[3]